# Искър (буксир-тральщик, 1944—1945)
Буксир-тральщик «Искър» (болг. миночистачен кораб-влекач «Искър») — один из тральщиков военно-морского флота Болгарии во время второй мировой войны.

## История
Буксир был построен в 1921 году в городе Монфальконе (королевство Италия), в 1923 году был куплен для Болгарского речного пароходства и использовался в порту города Русе. В конце 1930-х годов он был переоборудован в речной пассажирский пароход и переименован в «Княз Кирил».
После присоединения Болгарии к Антигитлеровской коалиции в сентябре 1944 года, буксир был мобилизован в состав военно-морского флота и переоборудован в катер-тральщик.
С начала 1945 года «Искър» принимал активное участие в разминировании русла реки Дунай, а кроме того, доставлял товары и грузы на австрийский, венгерский, чехословацкий и югославский участки реки. В это время на судне находился болгарский экипаж, которым командовал капитан Тихомир Маринов.
«Искър» действовал в составе болгарского минно-трального полудивизиона при минно-тральной бригаде советской Дунайской военной флотилии, в который вместе с ним также входили три других болгарских судна (буксир-тральщик «Христо Ботев», буксир-тральщик «Кирил Попов» и моторный катер «моторен катер № 2»).
По результатам деятельности, 18 июля 1945 года командир тральщика «Искър» Тимофей Маринов был награждён орденом «За храбрость» II степени.
После войны «Искър» был демобилизован, возвращён в состав Болгарского речного пароходства и продолжил работу в качестве пассажирского речного парохода.
В 1966 году корабль был исключён из состава флота, отремонтирован, стал экспонатом музея транспорта в городе Русе и был поставлен на вечный якорь недалеко от здания музея. В условиях экономического кризиса 1990-х годов финансирование музея было сокращено, и корабль долгое время не ремонтировали. В 2002 году руководство музея сообщило, что корпус корабля начал пропускать воду и есть риск разрушения судна.

## Описание
Корабль представлял собой 177-тонный паровой однотрубный буксир с металлическим корпусом, оснащённый контактным тралом.

## Память
В честь буксира-тральщика «Искър» был позднее назван другой корабль военно-морского флота Болгарии: тральщик «Искър» — 244-тонный советский базовый тральщик проекта 257Д, принятый на вооружение в 1970 году.